# 黄河路 (上海)
黄河路是中華人民共和國上海市黄浦区西北部的一条道路，南北走向，南起南京西路，北至新闸路。长755米，宽9.1米～15.5米。1990年代末曾是黄河路作为美食街的巅峰时期。

## 历史沿革
黄河路由上海公共租界工部局越界修筑于1887年，取名东台路（另一说是东苔路）。1899年划入上海公共租界。1904年改名派克路（Park Road），虽何定名尚无确凿证据，但与国际饭店的英文名“Park Hotel”相呼应。1905年2月，西医医生张竹君在派克路上创设上海第一所中西医结合的女子学校。1923年2月9日，卡尔登大戏院在派克路上开设，有“上海第一影戏院”之称，上海战役后改名长江剧场。1930年5月，四行储蓄会在静安寺路（今南京西路）派克路路口开始兴建国际饭店。1943年10月汪精卫政府接收租界时改名黄河路。1946年5月，以袁雪芬、范瑞娟为主的雪声越剧团在黄河路明星大戏院演出《祥林嫂》，成为越剧改革的里程碑。同年9月，周恩来到明星大戏院观看袁雪芬主演的越剧《凄凉辽宫月》。
1992年2月，黄浦区人民政府收到一封外地来沪出差干部的来信，提到逛南京路之后中午吃不上饭，排队人太多，“僧多粥少”，要求增设饭店。黄浦区政府区长办公会议原则同意开发黄河路美食街方案，1993年1月正式启动开发，并召开“辟建黄河路美食街誓师大会”，要求在当年10月的上海黄浦旅游节前建成。在八个月的时间内，沿街居民完成了房屋转换和搬迁，黄浦区建委、房管局简化手续办理流程，便于饭店酒楼挖地、翻高增层，黄浦区工商局为企业及时办理营业执照，黄浦区地区办、财贸办仅用一个月的时间，完成煤气设施的改造。1993年9月30日，“黄河路美食街”的跨街灯彩牌楼矗立于路端，标志着美食街的建成。黄河路始有餐饮店41户，其中个体餐厅8户，美食街主营家常菜，以突出海鲜、河鲜为主，主打粤式口味的融合海派菜，每家餐厅均供应河鳗、甲鱼、大王蛇。1994年，为预祝春节，沿街商户花费上百万元购买爆竹，但也增加了当时环卫工的工作压力。相关事件被媒体报道后引发关注，之后的春节商户开始遵守市中心禁燃爆竹规定，转而向孤老、烈军属、特困家庭提供年夜饭；为特困孤老、单亲子女捐助等。同年，黄河路美食街各商户不断推出新菜式，各类菜肴、点心达200余种，也由此形成了通宵营业的惯例，大大丰富了当时上海的夜生活，吸引到在沪的外籍人士。1995年后，黄河路10余家餐饭店协商动迁居民住房，新建多层高楼，对设施和内部进行升级改造。1996年，据统计，到访黄河路的来自全国各地和几十个国家与地区的中外宾客达100多万人次。1997年，黄河路上缴税金850万元。同年春节，黄河路美食街组成10辆“新春餐车”，为延安高架路东段、地铁2号线工程的500名外地民工送餐，向民工表示敬意和慰问。至1997年，黄河路美食街开出的饭店近50家，包括集体企业29家、个体16家、私营2家。1998年，黄河路的饭店群经营总面积达到2万平方米，比1993年扩大17倍，各类菜肴也达到了1000种左右。1999年，黄河路上有餐饮业34户、营业面积达7169平方米、职工632人、年营业额3881万元。

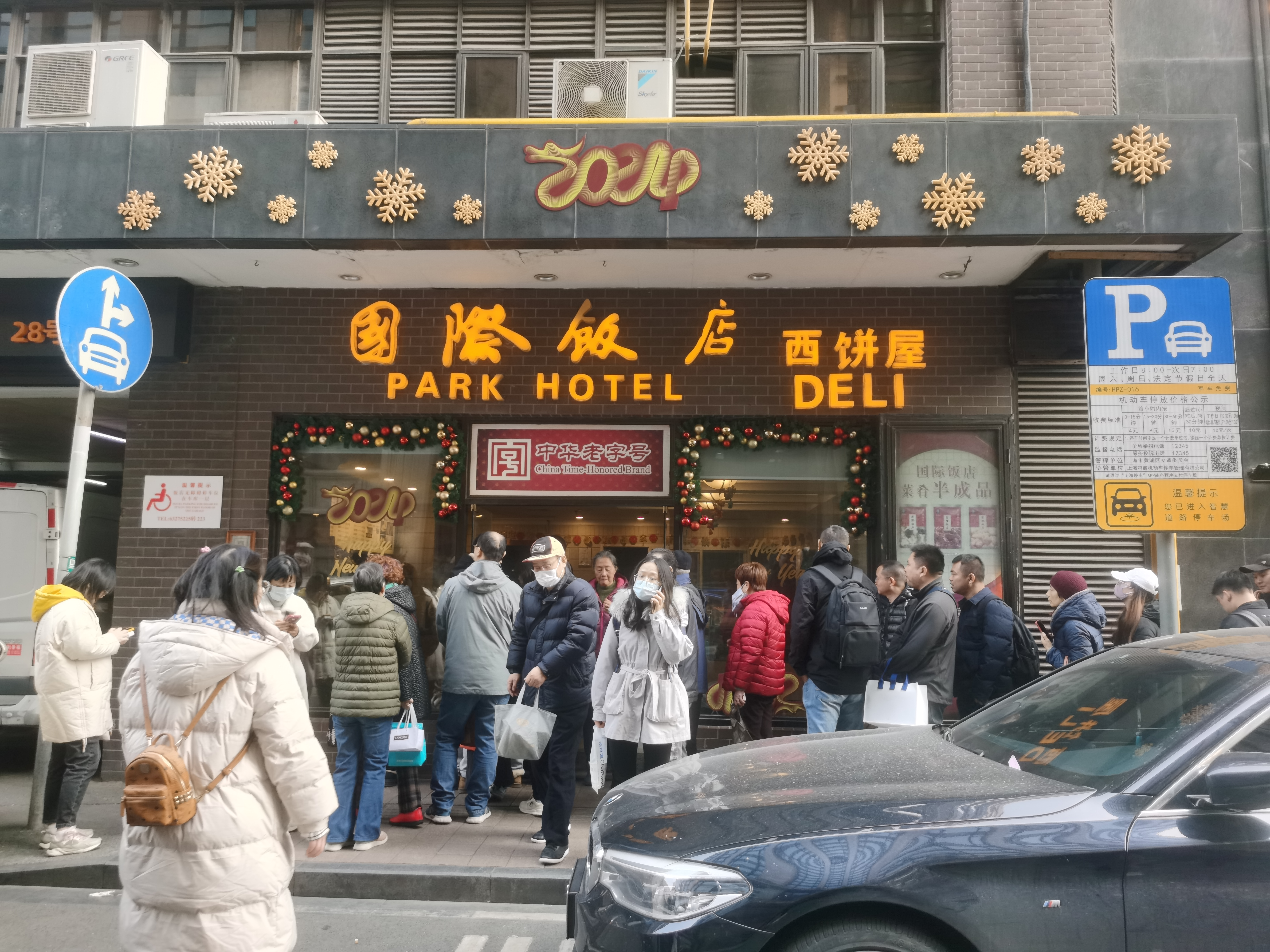
在国际饭店西饼屋门前等候购买蝴蝶酥的人群

1997年，随着亚洲金融危机的爆发，以及中心城市空心化和公款消费的减少，黄河路开始没落，营业额逐渐下降。1999年至2000年，黄河路出现当街拉客的现象，到2000年后又有不少餐厅开始恶性打折，导致利润不断被削薄。整条黄河路上除了餐饮外，足浴、宾馆等多业态混杂，部分店铺甚至长期处于关停状态。2003年SARS疫情爆发令黄河路再遭重创，店铺减少到二三十家，市面由小吃店勉强支撑，一些饭店多次易主或改为经营小吃店、外贸店、旅馆，也有业主分割铺面出租予小店，使得黄河路同时存在自有产权、租赁等复杂的多种产权模式。与此同时，特色菜品不再鲜明，硬件设施局促老旧，消费功能过于单一，以及房租和人力成本不断上升，成为制约黄河路进一步发展的重要因素。这一时期，上海新出现了更多的美食街和餐饮场所，如衡山路、新天地以及各类购物中心和新兴餐饮街等，导致黄河路美食街逐渐淡出视线。2010年以后，黄河路美食街形成了中餐、休闲餐饮、快餐、小吃、火锅以及其他服务业并存的局面。尽管黄河路美食街不再像90年代末那样门庭若市，但前往国际饭店西饼屋购买蝴蝶酥的人群仍然众多。
2006年4月至9月，黄浦区成立了黄河路市容综合管理小组，对黄河路的市容环境进行长效管理，改造街面及相应延伸段，拆除违章广告牌30块，包装94台居家空调外机，对沿街酒家、商店立面进行整治。
2009年10月印发的《上海市商业网点布局规划纲要（2009—2020年）》指出，将黄河路定位为市级南京东路商业中心的一部分，提出在注重城市历史文化保护、商业经营特色塑造和街区形态风貌设计的前提下，建设黄河路特色美食街。

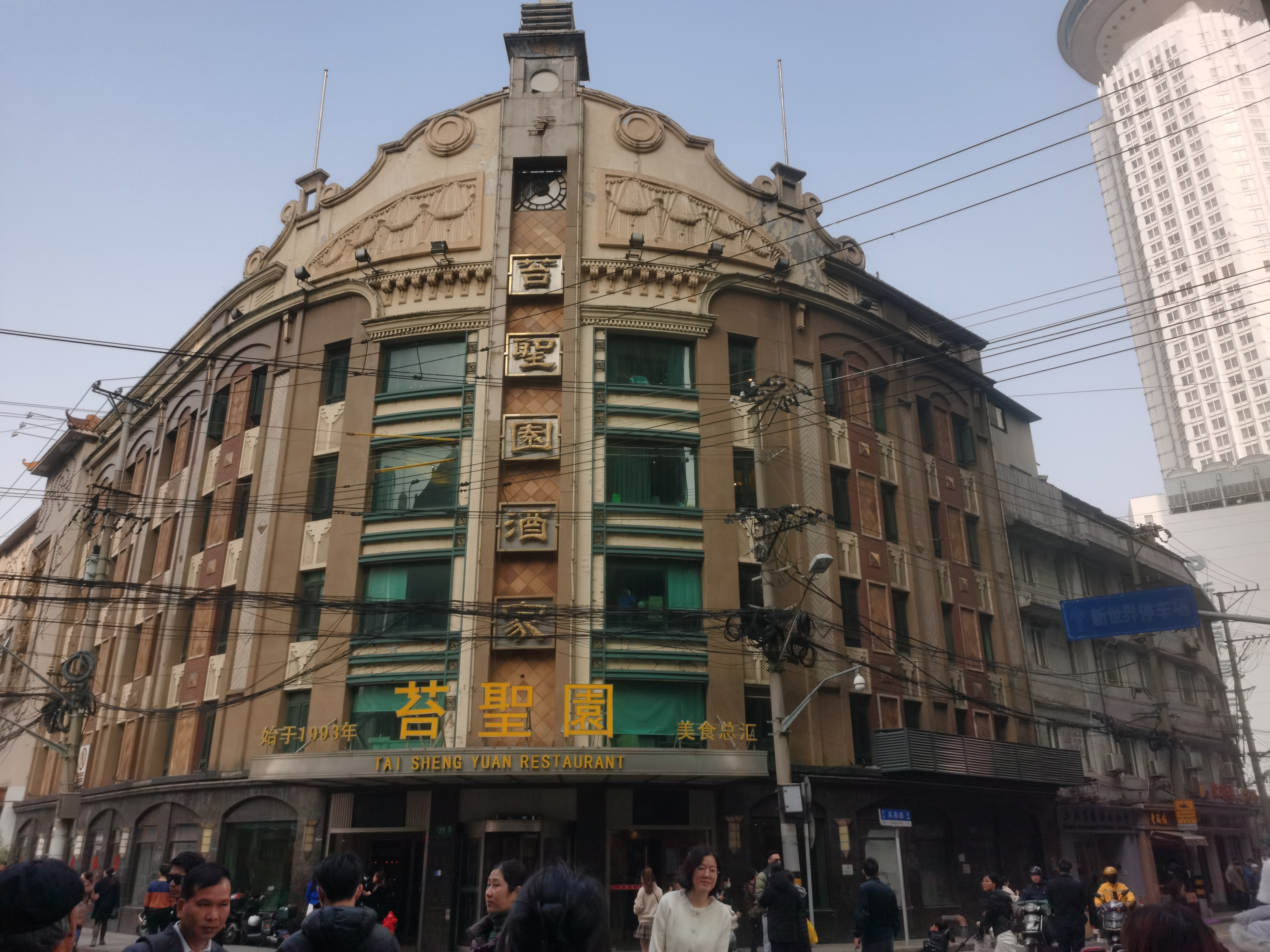
作为《繁花》剧中至真园餐厅的原型，位于黄河路上的苔圣园酒家于2023年末至2024年初已吸引大量游客打卡

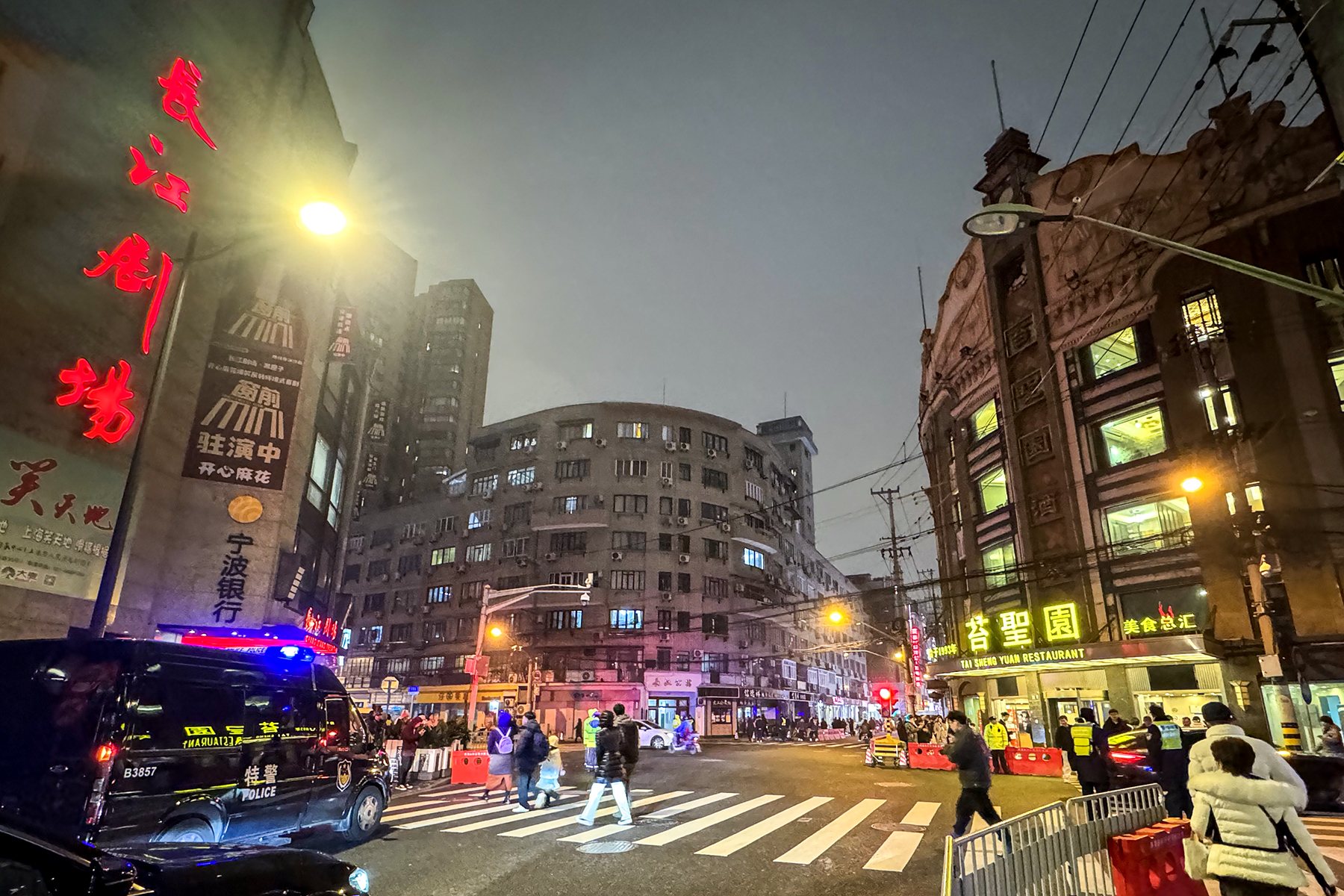
由于游客众多，黄浦交警在黄河路凤阳路路口处增设了临时红绿灯

2023年末至2024年初，随着电视剧《繁花》热播，黄河路再次引起公众注意，成为游客的热门打卡地。上海黄浦交警甚至在黄河路凤阳路路口处增设了临时红绿灯。而剧中至真园餐厅的原型苔圣园酒家也吸引大量游客打卡，同时出现了春节期间包间预订火爆的场面。

## 知名店铺与建筑
黄河路沿街主要的餐饮店有杏花楼（21号鸿祥大厦3-4楼）、国际饭店（28号）、功德林、苔圣园（50号）、乾隆美食（72號）、佳乐汤包（90号，原为大罗马酒家）、半岛酒楼（95号）、金八仙（98号）、粤味馆（147号）等。历史上还有新皇潮、卡尔登、大香港、黄腾、来荣、美令、来天华、星日、鸿兴、白克露、九福海鲜楼、绿岛、立特尔等餐饮店。
黄河路沿街其他用途的建筑有长江剧场、长江公寓（65号，原名卡尔登公寓，小说家张爱玲曾居住于此）等。黄河路340号，地铁新闸路站附近为1995年建成投用的地铁新闸路控制中心，负责1号线、2号线的调度运行。2019年9月起1号线调度控制搬迁至3C大楼，2号线部分仍在使用，预计信号系统改造完成后也将由3C大楼代替。曾经存在的建筑设施包括九福制药厂、明星大戏院等。

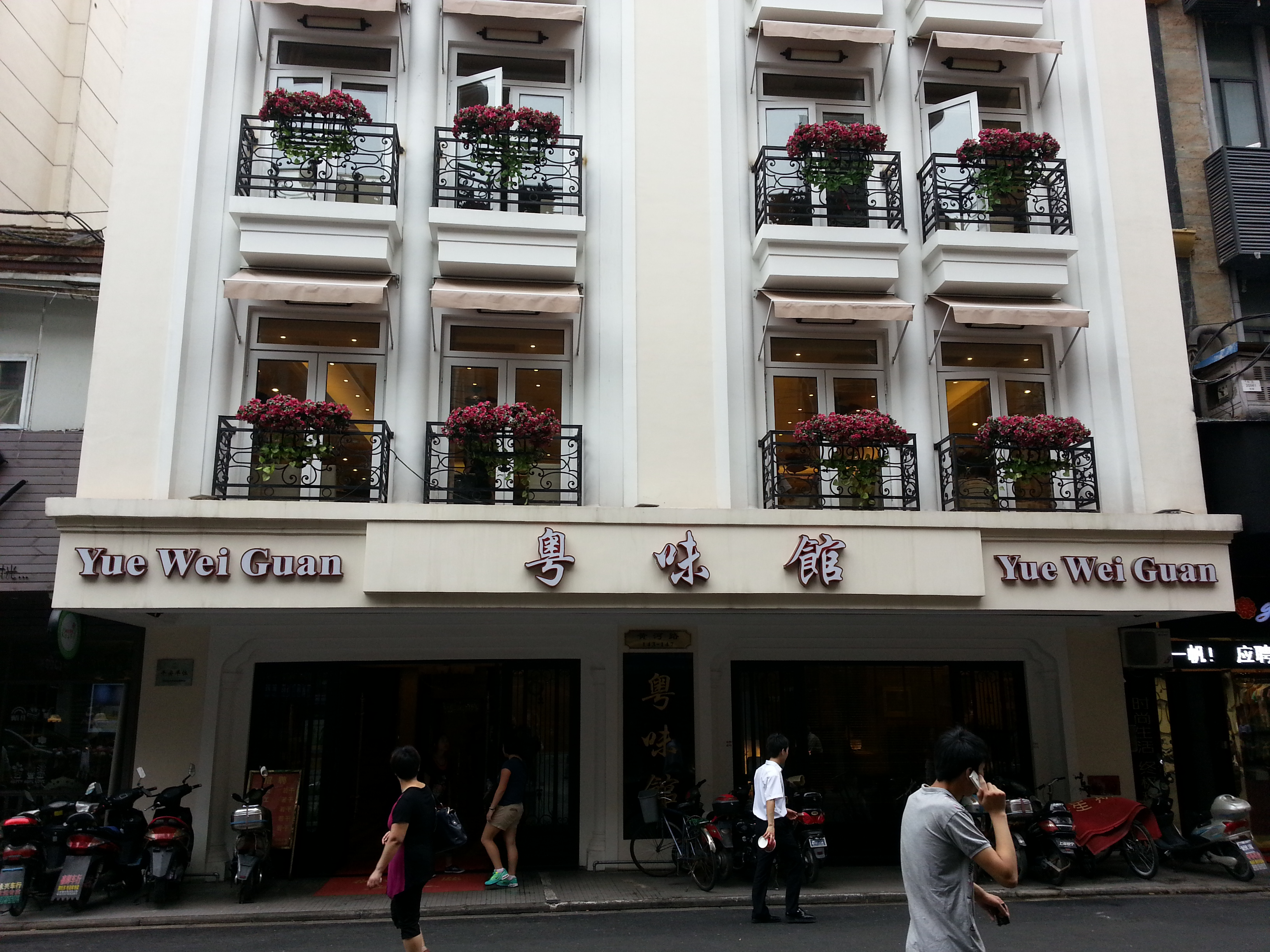
位于黄河路147号的粤味馆
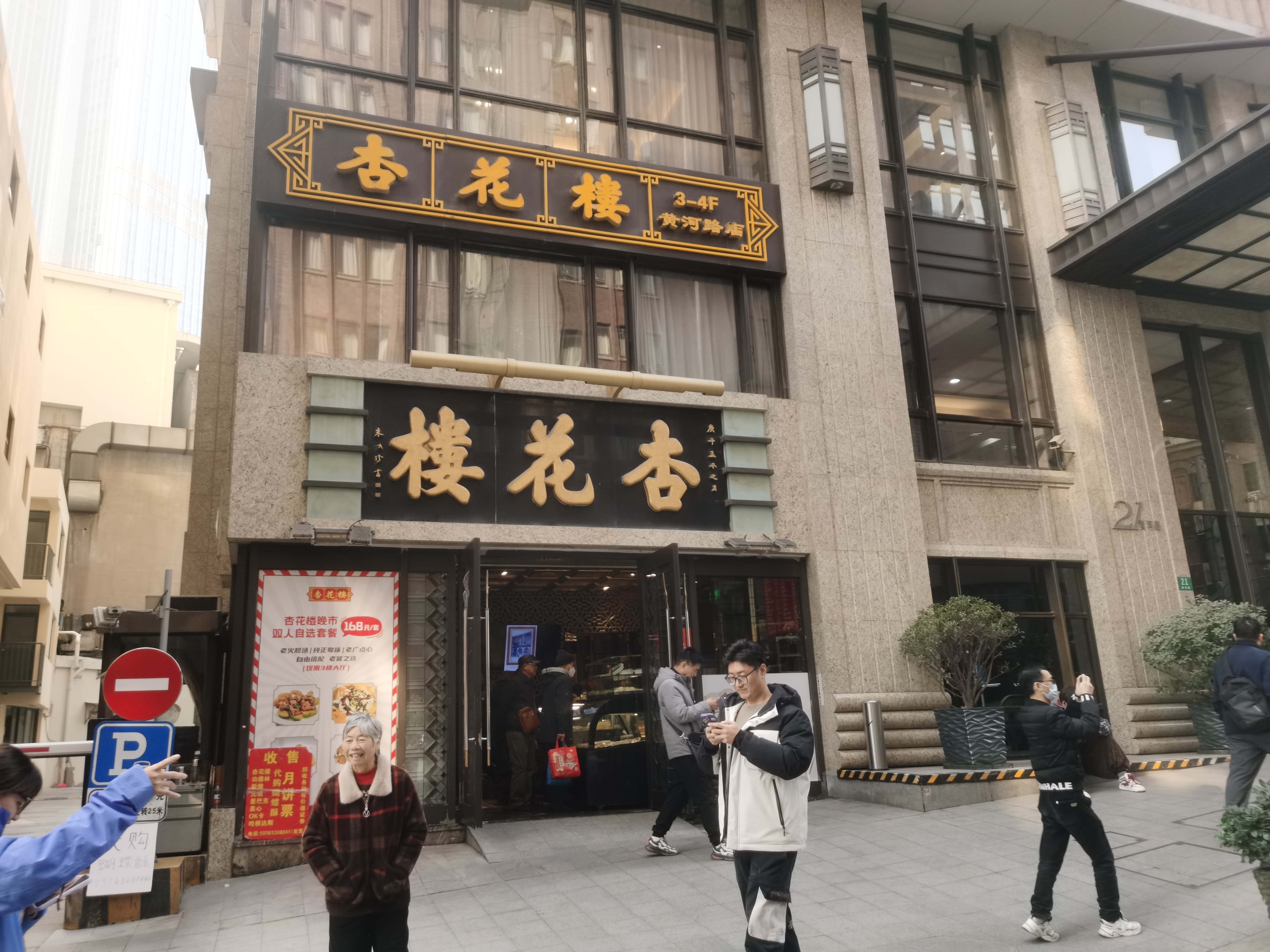
位于黄河路21号的杏花楼
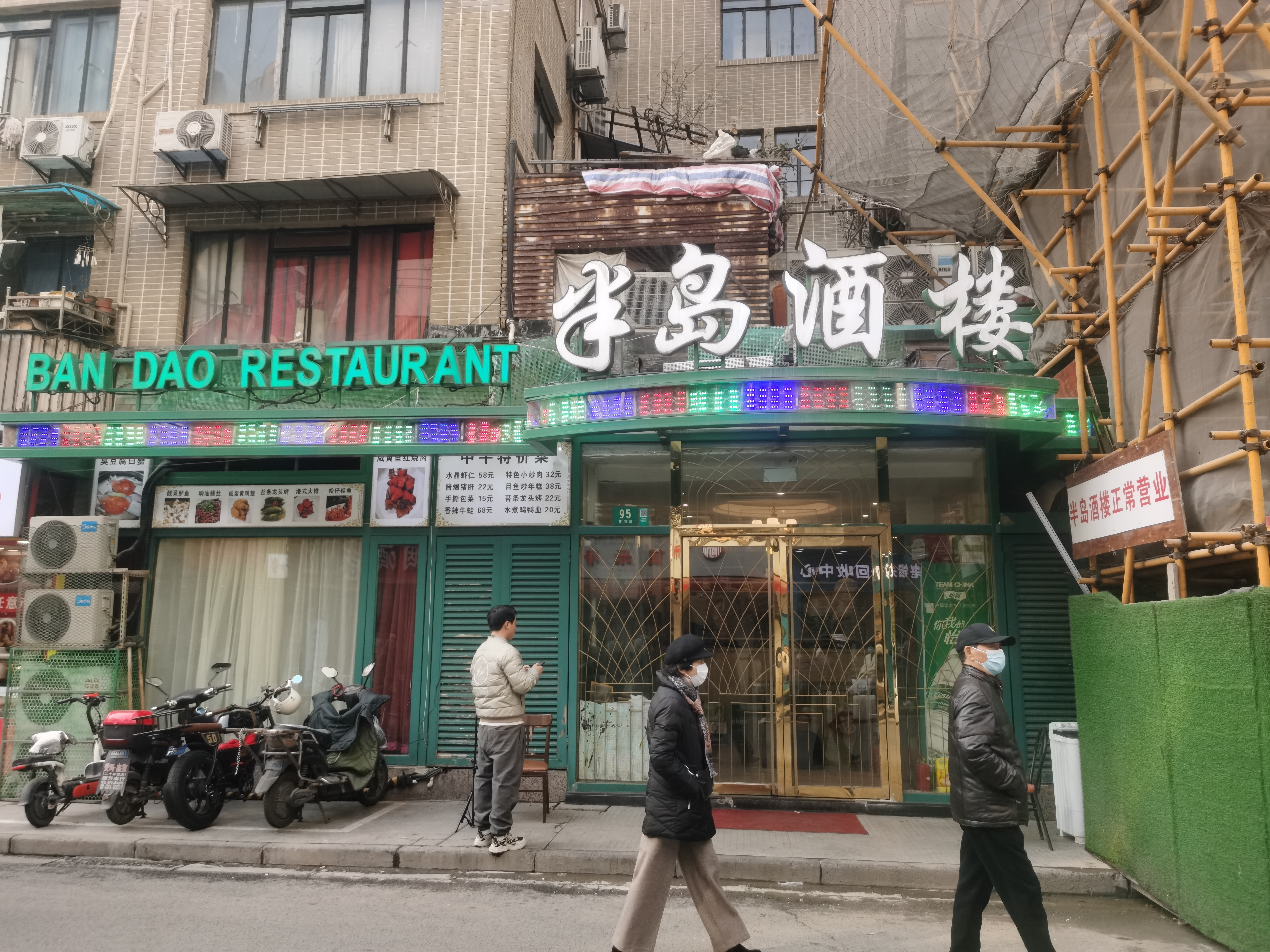
位于黄河路95号的半岛酒楼
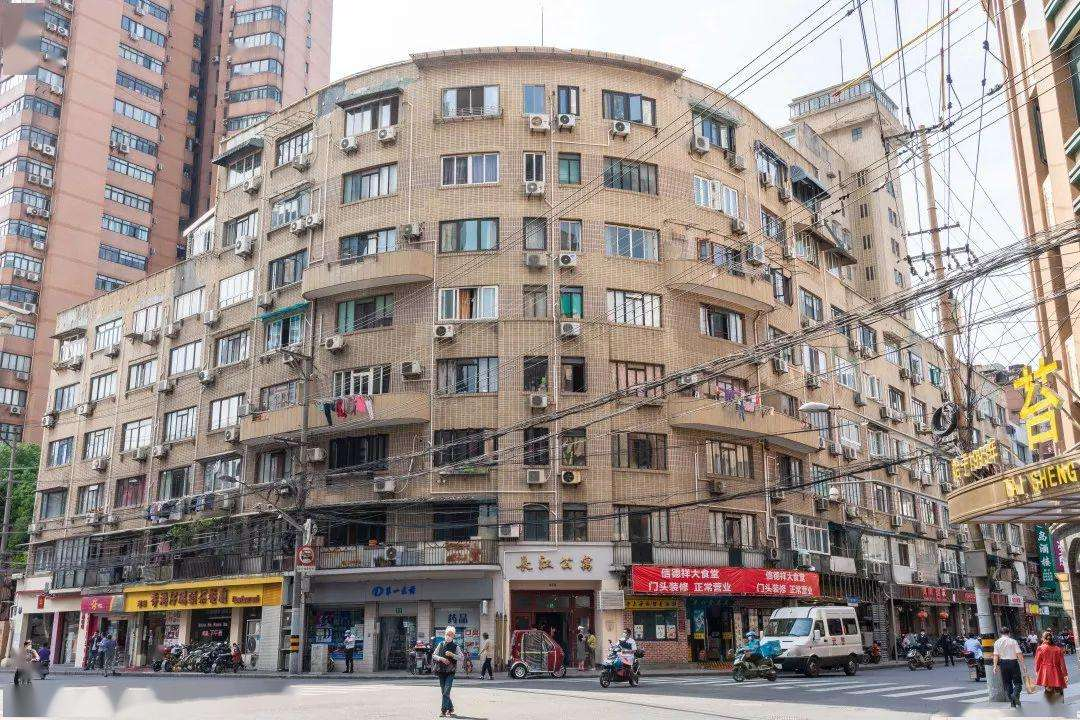
位于黄河路65号的长江公寓

## 轶事
上海前首富周正毅于1994年与毛玉萍在黄河路127号一同开设以毛玉萍姓氏为名的“阿毛炖品”饭店，周对外声称开业以后生意颇好，一年能够有近千万的利润，鼎盛时期阿毛炖品可称为银行界的“公共饭堂”，频繁有银行业人士出入就餐。但其业绩遭到苔圣园酒家老板的质疑，认为苔圣园的规模比阿毛炖品大三倍，一年才勉强有1000万元的利润；而阿毛炖品只是黄河路上的“二流饭店”。

## 交会道路
由南向北：
- 南京西路
- 凤阳路
- 牯岭路
- 北京西路
- 青岛路
- 新闸路

## 交通
- 地铁：128人民广场站[21]、1新闸路站[22]
- 公交：[23]
  - 南京西路黄河路：20、37、330、454、805
  - 南京西路西藏中路：451
  - 新闸路温州路：136、210